# Tetradecagono

Tetradecagono regolare

In geometria, il tetradecágono è un qualsiasi poligono con 14 lati ed altrettanti vertici ed angoli; il tetradecagono regolare è caratterizzato da angoli e lati tutti congruenti tra loro.

## Proprietà geometriche
Il numero delle diagonali D di un tetradecagono è il risultato della seguente formula, dove l è il numero dei suoi lati:
{\displaystyle D={\frac {l(l-3)}{2}}={\frac {14(14-3)}{2}}=77}
mentre la somma dei suoi angoli interni, essendo pari a tanti angoli piatti quanti sono i suoi lati meno due, vale:
{\displaystyle 180^{\circ }\times (l-2)=(14-2)\times 180^{\circ }=2160^{\circ }}.

### Tetradecagono regolare
Ciascun angolo interno, per quanto detto precedentemente, vale:
{\displaystyle {\frac {2160^{\circ }}{14}}\simeq 154,286^{\circ }};
invece l'area A di un tetradecagono regolare di lato a è ricavabile dalla seguente formula:
{\displaystyle A={\frac {14}{4}}a^{2}\cot {\frac {\pi }{14}}\simeq 15,3345a^{2}}.

## Costruzione
Un tetradecagono regolare non può essere costruito in modo esatto con riga e compasso. Qui sotto ne è mostrata una costruzione che fornisce un'ottima approssimazione (circa cinque centesimi di grado sull'angolo al centro):